# مهندسون بلا حدود (أيرلندا)
مهندسون بلا حدود في إيرلندا هي منظمة تطوير عالمية للطلاب والمهنيين من إيرلندا الذين لديهم اهتمام مشترك بالتنمية المستدامة من خلال الهندسة والتقنيات المناسبة.
تأسست المنظمة في البداية عام 2007، وشاركت  في مشروع لمدة أسبوعين في سونيرتا. سونيرتا:هو المركز الوطني البيئي في شركة ميث، إيرلندا.
وبعد فترة هدوء في الأنشطة، بدأت مجموعة صغيرة من المهندسين مناقشات حول إحياء مهندسون بلا حدود في  2009.
وقادت هذه المناقشات لإنشاء أول لجنة وطنية على الإطلاق ل مهندسون بلا حدود في إيرلندا في يناير 2010. واللجنة هي مجموعة صغيرة من المهندسين الملتزمين من مختلف  التخصصات، وتقع في جميع أنحاء البلد.
في الوقت الحالي، تمتلك مهندسون بلا حدود أفرع بكلية جامعة دبلن وجامعة كوينز في بلفاست.